# Ellen Braga
Ellen Vilas Boas Braga est une joueuse de volley-ball brésilienne née le 12 juin 1991 à Recife (Pernambouc). Elle mesure 1,81 m et joue au poste de réceptionneuse-attaquante. 

## Clubs
| Club                    | De        | À         |
| ----------------------- | --------- | --------- |
| ADC Bradesco            | 2005-2006 | 2008-2009 |
| Grêmio de Vôlei Osasco  | 2009-2010 | 2010-2011 |
| Rio do Sul              | 2011-2012 | 2011-2012 |
| Esporte Clube Pinheiros | 2012-2013 | 2014-2015 |
| Sesi-SP                 | 2015-2016 | 2015-2016 |
| Praia Clube             | 2016-2017 | 2018-2019 |
| Osasco Voleibol Clube   | 2019-2020 | 2019-2020 |
| Çan Gençlik KSAK        | 2020-2021 | …         |

## Palmarès
- Championnat du Brésil
  - Vainqueur : 2018.
  - Finaliste : 2019.
- Coupe du Brésil
  - Vainqueur : 2015.
  - Finaliste : 2018, 2019.
- Supercoupe du Brésil
  - Vainqueur : 2018.
  - Finaliste : 2016.
- Championnat sud-américain des clubs
  - Finaliste : 2017, 2019.